# Elena Cassani
Elena Cassani (29 dicembre 1982) è una dirigente sportiva ed ex calciatrice italiana, di ruolo difensore, dall'estate 2013 nell'organigramma del Valpolicella, dall'estate 2018 ChievoVerona Valpo come dirigente.

## Palmarès

### Club
- Campionato italiano di Serie A2: 1

Valpo Pedemonte: 2012-2013